# 大觉寺桥
大觉寺桥是江苏省苏州市吴中区的一座古桥，因位于原吴县车坊大姚村的大觉寺遗址前的南小河上而得名。桥始建于北宋庆历七年（1047年），元至正十一年（1351年）重建。1995年4月19日被列入江苏省文物保护单位名单。
钱九成《大觉寺桥二首》曰：
大姚宝刹化尘沙，遗迹无存徒叹嗟；
楼殿已随烟草没，劫灰何处有莲花！
大觉寺桥卧碧流，迄今几百历春秋；
良工巧琢栏杆曲，艺事高标出一头。